# Liste des dirigeants actuels des États du Venezuela
Cette page dresse la liste des gouverneurs actuels des 23 États (ainsi que des 2 territoires à statut spécifique) du Venezuela.

## Gouverneurs des États
| État          | Photo | Nom                     | Affiliation politique | Depuis (le)       |
| ------------- | ----- | ----------------------- | --------------------- | ----------------- |
| Amazonas      |       | Miguel Rodríguez        | PSUV                  | 18 octobre 2017   |
| Anzoátegui    |       | Luis José Marcano       | PSUV                  | 3 décembre 2021   |
| Apure         |       | Eduardo Piñate          | PSUV                  | 2 décembre 2021   |
| Aragua        |       | Karina Carpio Bejarano  | PSUV                  | 1er décembre 2021 |
| Barinas       |       | Sergio Garrido          | AD et MUD             | 13 janvier 2022   |
| Bolívar       |       | Ángel Bautista Marcano  | PSUV                  | 2 décembre 2021   |
| Carabobo      |       | Rafael Lacava           | PSUV                  | 19 octobre 2017   |
| Cojedes       |       | José Alberto Galíndez   | PJ et MUD             | 2 décembre 2021   |
| Delta Amacuro |       | Lizeta Hernández        | PSUV                  | 15 décembre 2008  |
| Falcón        |       | Víctor Clark            | PSUV                  | 20 octobre 2017   |
| Guárico       |       | José Vásquez            | PSUV                  | 19 octobre 2017   |
| La Guaira     |       | José Alejandro Terán    | PSUV                  | 2 décembre 2021   |
| Lara          |       | Adolfo Pereira          | PSUV                  | 26 octobre 2020   |
| Mérida        |       | Jehyson Guzmán          | PSUV                  | 1er décembre 2021 |
| Miranda       |       | Héctor Rodríguez Castro | PSUV                  | 19 octobre 2017   |
| Monagas       |       | Ernesto Luna            | PSUV                  | 2 décembre 2021   |
| Nueva Esparta |       | Morel Rodríguez Ávila   | FV                    | 3 décembre 2021   |
| Portuguesa    |       | Antonio Cedeño          | PSUV                  | 2 décembre 2021   |
| Sucre         |       | Gilberto Pinto          | PSUV                  | 3 décembre 2021   |
| Táchira       |       | Freddy Bernal           | PSUV                  | 4 décembre 2021   |
| Trujillo      |       | Gerardo Márquez         | PSUV                  | 3 décembre 2021   |
| Yaracuy       |       | Julio León Heredia      | PSUV                  | 4 décembre 2008   |
| Zulia         |       | Manuel Rosales          | UNT                   | 10 décembre 2021  |

## Dirigeants des régions administratives spéciales
| Région                  | Statut                                               | Nom                           | Depuis (le)       |
| ----------------------- | ---------------------------------------------------- | ----------------------------- | ----------------- |
| Dépendances fédérales   | Gouverneur (ministre de la justice)                  | Remigio Ceballos              | 19 août 2021      |
| Dépendances fédérales   | Chef du gouvernement du Territoire insulaire Miranda | José Eladio Jiménez Rattia    | 15 septembre 2020 |
| District de la capitale | Maire de Libertador                                  | Carmen Meléndez               | 22 novembre 2021  |
| District de la capitale | Chef du gouvernement du District de la capitale      | Nahum Jephte Fernández Molina | 28 janvier 2021   |